# Bilobózhnytsia
Bilobózhnytsia (ucraniano: Білобо́жниця; polaco: Białobożnica) es un municipio rural de Ucrania, perteneciente al raión de Chortkiv en la óblast de Ternópil.
El municipio, con una población total de 10 977 habitantes en 2020, incluye tanto el pueblo de Bilobózhnytsia (de unos mil quinientos habitantes) como diecisiete pedanías. El municipio se fundó en 2015 mediante la fusión de los hasta entonces consejos rurales de Bilobózhnytsia, Rydódubý y Romashivka, a los que se añadieron en 2020 los de Bazar, Budániv, Dzhurýn, Zvýniach, Kósiv, Palashivka y Polivtsí. Además de estos diez pueblos, pertenecen al municipio los de Bili Potik, Dzhurynska Slobidka, Kalýnivshchyna, Kryvoluká, Mazúrivka, Papirnia, Semakivtsi y Skomoroshe.
Se ubica unos 10 km al oeste de Chortkiv, sobre la carretera T2001 que lleva a Búchach.

## Historia
Se conoce la existencia del pueblo en documentos desde 1453. Desde el siglo XVI tuvo estatus de miasteczko, aunque en la práctica seguía funcionando como un pueblo. En el siglo XVII, la localidad fue un lugar activo en la rebelión de Jmelnitski y fue saqueado en varias ocasiones durante la ocupación otomana de 1672-1683. Tras incorporarse al Imperio Habsburgo en la partición de 1772, consiguió cierto desarrollo como núcleo comercial, y a principios del siglo XX ya tenía más de mil habitantes. Entre 1940 y 1959, la RSS de Ucrania declaró a este pueblo capital distrital. Antes de la formación del actual municipio en 2015, el pueblo era sede de un consejo rural, que incluía como pedanías a los pueblos de Kalýnivshchyna, Semakivtsi y Mazúrivka.